# Odontoschisma macounii
Odontoschisma macounii ist eine Lebermoos-Art aus der Familie Cephaloziaceae und gehört zur Gruppe der beblätterten Lebermoose. Deutsche Namen sind Macoun-Schlitzkelchmoos oder Macouns Ausläuferlebermoos. Sie ist nach John Macoun (1831–1920), einem irisch-kanadischen Naturforscher, benannt.

## Merkmale
Die kleinen, niederliegenden, wurmförmigen, weißlich-grünen Pflanzen sind nicht oder wenig verzweigt, bis 1,5 Zentimeter lang und bis 1 Millimeter breit. Die schräg angewachsenen, nicht herablaufenden Blätter sind gewöhnlich dicht dachziegelig gestellt, nach vorne gerichtet, rundlich, bis 0,8 Millimeter lang und löffelartig-hohl, die Ränder sind einwärts gebogen. Unterblätter sind rundlich oder länglich-eiförmig, klein oder bis 0,5 Millimeter lang und haben an den Rändern zahlreiche Schleimpapillen. Die Blattzellen weisen sehr stark knotig verdickte Zellecken auf und lassen so das Zellnetz mehr oder weniger schachbrettartig aussehen. Die Zelloberfläche (Kutikula) ist glatt.
Die Geschlechterverteilung ist diözisch. Weibliche Hüllblätter sind kurz zweigeteilt und am Rand gekerbt bis gezähnt, das Perianth ist doppelt so lang wie die Hüllblätter und oben stumpf dreikantig, die Mündung ganzrandig bis gekerbt. Sporophyten sind selten. Brutkörper werden an niederliegenden oder aufsteigenden Sprossen mit drei Reihen gleicher, gezähnter Blätter gebildet, sind dickwandig und ein- bis zweizellig.

## Standortansprüche
Das Moos beansprucht luft- und bodenfeuchte (bis nasse) Standorte auf Erde und Humus über Kalk- oder Karbonatfelsen. Das besiedelte Substrat hat einen pH-Wert von (4,7) 5,5 bis 7,0. In den Alpen liegen die Vorkommen in der montanen bis alpinen Höhenstufe, von 800 bis 2200 Metern Höhe. In der montanen und subalpinen Lage siedelt es gerne in unbewaldeten, nordseitigen Karbonatblockhalden mit Windröhren und Kondenswassermoorbildungen, alpin in nordexponierten Felsfluren über Marmor oder in Dolinen.

## Verbreitung
Die Verbreitung ist arktisch-alpin. In Mitteleuropa ist die Art immer selten: in den österreichischen Nordalpen selten, in den Zentralalpen sehr selten, sonst fehlend. Im Schwarzwald ist nur ein Fundort bekannt. Auch in der Schweiz gibt es nur einzelne aktuelle Nachweise. Weltweit gibt es weitere Vorkommen in Nordeuropa (einschließlich Spitzbergen, Island, Nowaja-Semlja und Franz-Josef-Land), in Schottland, Sibirien, im nördlichen Nordamerika und in der Arktis.